# سارة هاريس
سارة هاريس (بالإنجليزية: Sarah Harris)‏ هي ممثلة بريطانية، ولدت في 9 مارس 1983.

## وصلات خارجية
- سارة هاريس على موقع IMDb (الإنجليزية)